# Пантократорска кула
Пантократорската кула (на гръцки: Πύργος Μονής Παντοκράτορος) е отбранително съоръжение, разположено в манастира „Пантократор“ на полуостров Света гора, Халкидики, Гърция.

## Местоположение
Величествената кула има доминантно положение на западната стена на манастира и е най-голямата от светогорските манастирски кули.

## История
Стоежът на голямата кула на вероятно се успореден на изграждането на манастира, тоест 1357 година.

## Описание
Първоначалният вид на кулата е останал почти непроменен. По-късни намеси са минимални, като последните са от от началото на османското владичество.
Кулата се състои от седем етажа, свъзрази с тясна вита стълба. Вътрешнте пространства се използват главно за библиотеката и архива на манастира. На двата сутеренни етажа се съхраняват различни дървени, мраморни или каменни предмети – иконостаси, надписи и прочие, от различни периоди от време, които се нуждаят от поддръжка. На първия етаж се съхраняват предмити народното творчество. На втория етаж е библиотеката, която се състои от стотици ръкописи и хиляди старо- и новопечатни книги, както и документите от архива на манастира. На третия и четвъртия етаж е съкровищницата на манастира, където са изложени ценни реликви, преносими икони, свещени съдове и одежди, ценни кодекси, малки предмети на изкуството и други, датиращи от VII до XIX век. И накрая, на петия етаж се помещава параклисът „Възнесение Господне“, както и иконната колекция, която съхранява повече от седемстотин преносими икони, една от най-важните колекции не само на Атон, но и в Гърция, които датират от XIV век насам.
Кулата е напълно обновена в 1995 година. Има сериозни проблеми с водонепропускливостта и в 2000 година е измазана със специална мазилка.